# Полома
Полома (слч. Poloma) насељено је мјесто са административним статусом сеоске општине (слч. obec) у округу Сабинов, у Прешовском крају, Словачка Република.

## Становништво
| Година:    | 1994. | 2004.   | 2014.   | 2024. |
| ---------- | ----- | ------- | ------- | ----- |
| Број људи: | 906   | 965     | 944     | 944   |
| Разлика:   |       | +6,51 % | -2,17 % | +0 %  |

| Година:    | 2023. | 2024.   |
| ---------- | ----- | ------- |
| Број људи: | 936   | 944     |
| Разлика:   |       | +0,85 % |

Према подацима о броју становника из 2011. године насеље је имало 948 становника.